# Lewis County (Missouri)
Lewis County is een county in de Amerikaanse staat Missouri.
De county heeft een landoppervlakte van 1.308 km² en telt 10.494 inwoners (volkstelling 2000). De hoofdplaats is Monticello.